# Catania Beach Soccer 2016
Questa voce raccoglie le informazioni riguardanti il Catania Beach Soccer nelle competizioni ufficiali della stagione 2016.

## Stagione
Dopo la finale persa contro il Kristal bel 2015, il Catania Beach Soccer si classifica quarta in Euro Winners Cup edizione 2016.

## Rosa
in corsivo giocatori che hanno lasciato la squadra dopo una competizione.
| N. |                    | Ruolo | Calciatore                    |
| -- | ------------------ | ----- | ----------------------------- |
| 1  | Italia (bandiera)  | P     | Simone Del Mestre             |
| 22 | Italia (bandiera)  | P     | Sebastiano Paterniti          |
| 2  | Italia (bandiera)  | P     | Alfio Chiavaro                |
| 6  | Italia (bandiera)  | D     | Giuseppe Platania (capitano)  |
| 3  | Brasile (bandiera) | D     | Gabriel                       |
| 11 | Brasile (bandiera) | D     | Fred                          |
| 10 | Italia (bandiera)  | C     | Diego Armando Maradona Junior |
| 8  | Italia (bandiera)  | C     | Francesco Corosiniti          |

| N. |                       | Ruolo | Calciatore              |
| -- | --------------------- | ----- | ----------------------- |
| 7  | Italia (bandiera)     | C     | Pietro Palazzolo        |
|    | Spagna (bandiera)     | C     | Antonio Mayor Hernández |
| 9  | Italia (bandiera)     | A     | Emanuele Zurlo          |
| 21 | Italia (bandiera)     | A     | Alex Concorso           |
| 4  | Portogallo (bandiera) | A     | Jordan                  |
| 13 | Brasile (bandiera)    | A     | Rodrigo                 |
| 15 | Portogallo (bandiera) | A     | Madjer                  |
|    | Portogallo (bandiera) | A     | Nuno Belchior           |

## Risultati

### Euro Winners Cup

#### Fase a gironi
- Catania Beach Soccer – Zwolle 9-1
- Catania Beach Soccer – Bate Borisov 6-3
- Catania Beach Soccer – Atlas 7-1

#### Ottavi di finale
- Catania Beach Soccer – Gyongyos 5-3

#### Quarti di finale
- Catania Beach Soccer – Basilea 2-1

#### Semifinale
- Catania Beach Soccer – Artur Music 3-4

#### Finale 3/4 posto
- Catania Beach Soccer – Braga 4-5

### Serie A

#### 1ª tappa Viareggio
| 2016 1ª giornata | Catania Beach Soccer | 4 – 2 | Catanese BS |  |

| 2016 2ª giornata | Catania Beach Soccer | 12 – 0 | Atletico Licata |  |

| 2016 3ª giornata | Catania Beach Soccer | 10 – 1 | Eco Sistem Catanzaro |  |

#### 2ª tappa Terracina
| 2016 1ª giornata | Catania Beach Soccer | 7 – 1 | Canalicchio |  |

| 9 luglio 2016, ore 18:00 2ª giornata | Catania Beach Soccer | 4 – 3 | Terracina |  |

| luglio 2016 3ª giornata | Catania Beach Soccer | 9 – 2 | Barletta |  |

#### 3ª tappa Catanzaro Lido
| luglio 2016 1ª giornata | Catania Beach Soccer | 9 – 2 | Lamezia Terme |  |

| luglio 2016 2ª giornata | Catania Beach Soccer | 11 – 5 | Villafranca |  |

| 24 luglio 2016 3ª giornata | Catania Beach Soccer | 4 – 3 | Napoli BS |  |

#### Poule scudetto
| agosto 2016 1ª giornata | Catania Beach Soccer | – | Lazio |  |